# Diocèse d'Evansville
Le diocèse d'Evansville (en latin: Dioecesis Evansvicensis) est un territoire ecclésiastique de l'Église catholique romaine aux États-Unis, dont le siège est à la cathédrale Saint-Benoît d'Evansville, dans le sud-ouest de l'État d'Indiana. Il est suffragant de l'archidiocèse d'Indianapolis. 

## Historique
Le diocèse d'Evansville a été érigé canoniquement le 21 octobre 1944 par Pie XII. C'est d'abord l'église de l'Assomption d'Evansville qui est choisie comme cathédrale, mais elle est démolie en 1965. L'église du Saint-Esprit sert alors de cathédrale, jusqu'en 1999, date à laquelle Saint-Benoît devient la nouvelle cathédrale.
Le diocèse est divisé en sept doyennés regroupant soixante-neuf paroisses et deux chapelles. Il regroupe les comtés de Daviess, Dubois, Gibson, Greene, Knox, Martin, Pike, Posey, Sullivan, Vanderburgh et de Warrick, ainsi que huit municipalités des neuf du comté de Spencer. La neuvième municipalité (Harrison) appartient à l'archidiocèse d'Indianapolis à cause de l'archi-abbaye Saint-Meinrad.

## Statistiques
- Le diocèse regroupe 87 800 baptisés en 2010 sur 501 000 habitants.
- Prêtres en 1970: 278 (dont 157 réguliers)
- Prêtres en 2010: 75 (dont 5 réguliers)
- Diacres permanents en 2010: 52

## Doyennés
- Evansville est : comté de Vanderburgh
- Evansville ouest : comtés de Vanderburgh et de Posey
- Jasper : comté de Dubois
- Newburgh : comtés de Spencer et de Warrick
- Princeton : comté de Gibson
- Vincennes : comtés de Greene, Knox et Sullivan
- Washington : comtés de Daviess, Martin et Pike

## Enseignement
Le diocèse administre cinq écoles secondaires: deux à Evansville (Mater Dei High School et Reitz Memorial Highschool), une à Jasper (John Paul the Great High School), une à Vincennes  (Rivet High School) et une à Washington (Washington Catholic High School).